# كاذي سقفي
الكاذي السقفي (الاسم العلمي: Pandanus tectorius) هو نوع من النباتات يتبع جنس الكاذي من الفصيلة الكاذية. ساقه قائمة وقليلة التفرع قرب القمة، له جذور دعاميَّة، وأوراقه ضيقة مستطيلة. وتعد شجرة الكاي، من الأشجار المعمرة التي تنتمي إلى مجموعة كبرى من النباتات الزهرية تسمى ذوات الفلقة الواحدة، وتنمو هذه الأشجار في الغالب في المناخ الدافئ. ولأشجار الكاي فروع.. ولكل فرع تاجٌ مكوَّنٌ من أوراق شبيهة بالسيوف، تنتشر الأشواك في أطراف الأوراق، ومعظم أشجار الكاذي لها جذور ركائزية تمتد من أعلى الجذوع أو الفروع إلى داخل الأرض، ولها أزهار بيضاء جذابة وعطرة، تندس بين الأوراق ذات لون أبيض يميل إلى لون اللؤلؤ.

## الجزء العطري
الكاذي هو طلع يشبه طلع النخل ولكنه لا يصل لطول النخل المتعارف عليه، فهي شجرة مميزة يصل ارتفاعها في أعلى درجات النمو إلى 1- 5 امتار، يوجد من الكاي الجنسان الذكر والانثى ويكون التلقيح بواسطة الرياح وأحيانا يتم التلقيح بواسطة الحشرات.

## الثمرة
تتميز زهرة الكادي بالرائحة الزكية الطيبة، تنتج هذه الزهرة ثمرة «الهالا» والتي تكون أشبه بالأناناس وتصنف من الفواكه

## اماكن التواجد
يتواجد الكادي في اليمن وجنوبي آسيا والهند وأستراليا ويوجد أيضا في جنوب المملكة العربية السعودية وخاصةً بمنطقة جازان «جنوب السعودية» أيضا يتواجد الكادي في جزر هاواي ويطلق عليه سكان هذه الجزيرة بـ «الهالة» hala

## الاستخدامات
يستخدم طبيا وذلك بالاستفادة من الأوراق والزيوت والجذور والطلع «الازهار»، فتستخدم الأوراق للوقاية من الأمراض والسموم ومقوية للناحية الجنسية للرجال مفيدة لعلاج حبس البول ومقوية، الزيت مبرد ومقو ومضاد للمغص ويستعمل لعلاج الصداع والروماتيزم ويعتبر الجذر مدراً للبول ومطهرا. يستخرج من الكادي زيت يشبه كافور النخل تنبعث منه رائحة جميلة. يستخرج من شمراخ الكادي زيت يعرف بزيت الكادي من أجمل الزيوت العطرية كما يحضر منه ماء الكادي الذي يضاف لمياه الشرب. اما في مجال الصناعة فانه يستفاد من اوراقه وجذوعه اللينة في صناعة الحصير والحقائب وبعض الأكياس. وفي مجال التطيب والتزين فيستخرج منه العديد من العطور التي تتزين بها النساء.

## قالوا عن الكادي
- قال أبو حنيفة النعمان: انه يطيب الدهن الذي يقال عنه دهن الكادي. قال داود الانطاكي في تذكرته انه يسر النفس ويقوي الحواس ويشد البدن ومانع للاعياء والخفقان. إذا وضع طلعه قبل أن ينشق في دهن (سر النفس وقوى الحواس وفرح وشد البدن ومنع الخفقان). مدمل للقروح ورماده يقطع القروح وهذا مجرب. اما ابن البيطار فقد قال عنه انه يستأصل الجذام ويقطعه.

## معرض صور

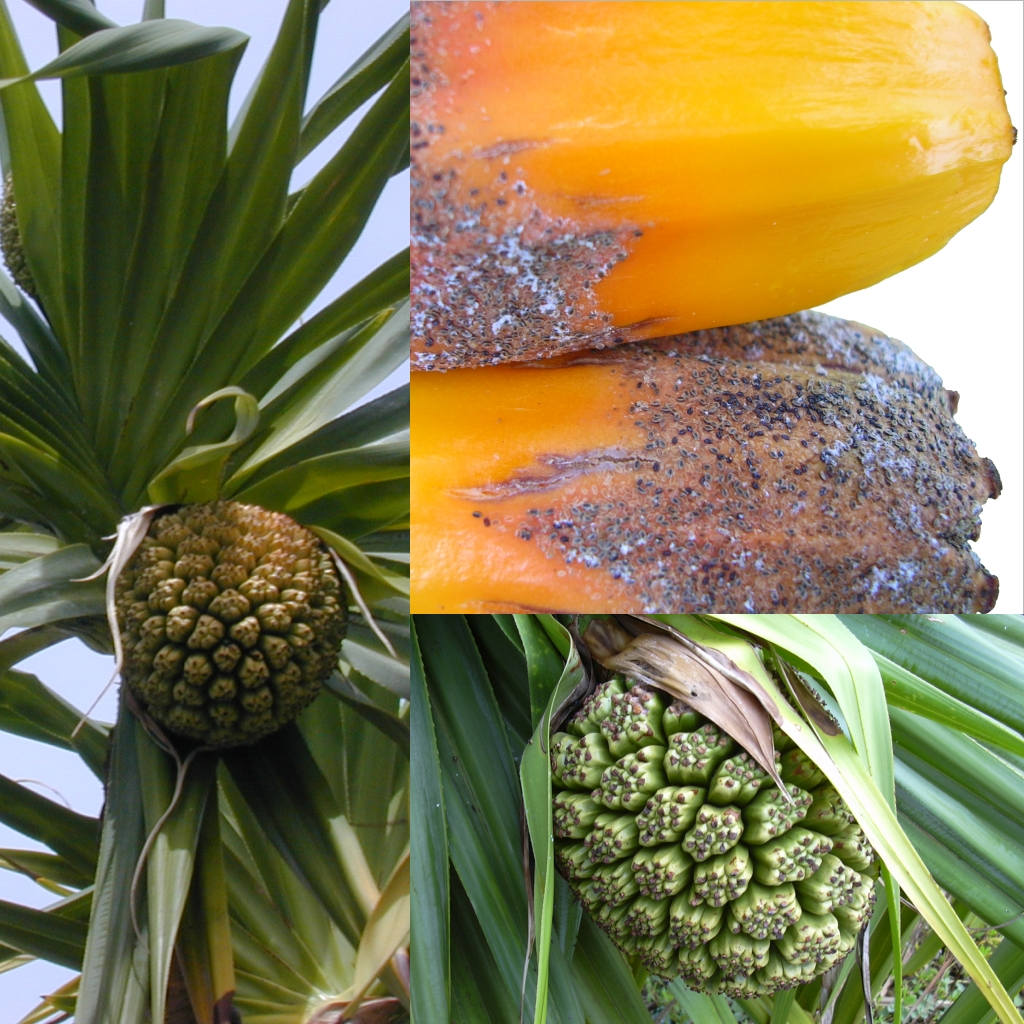
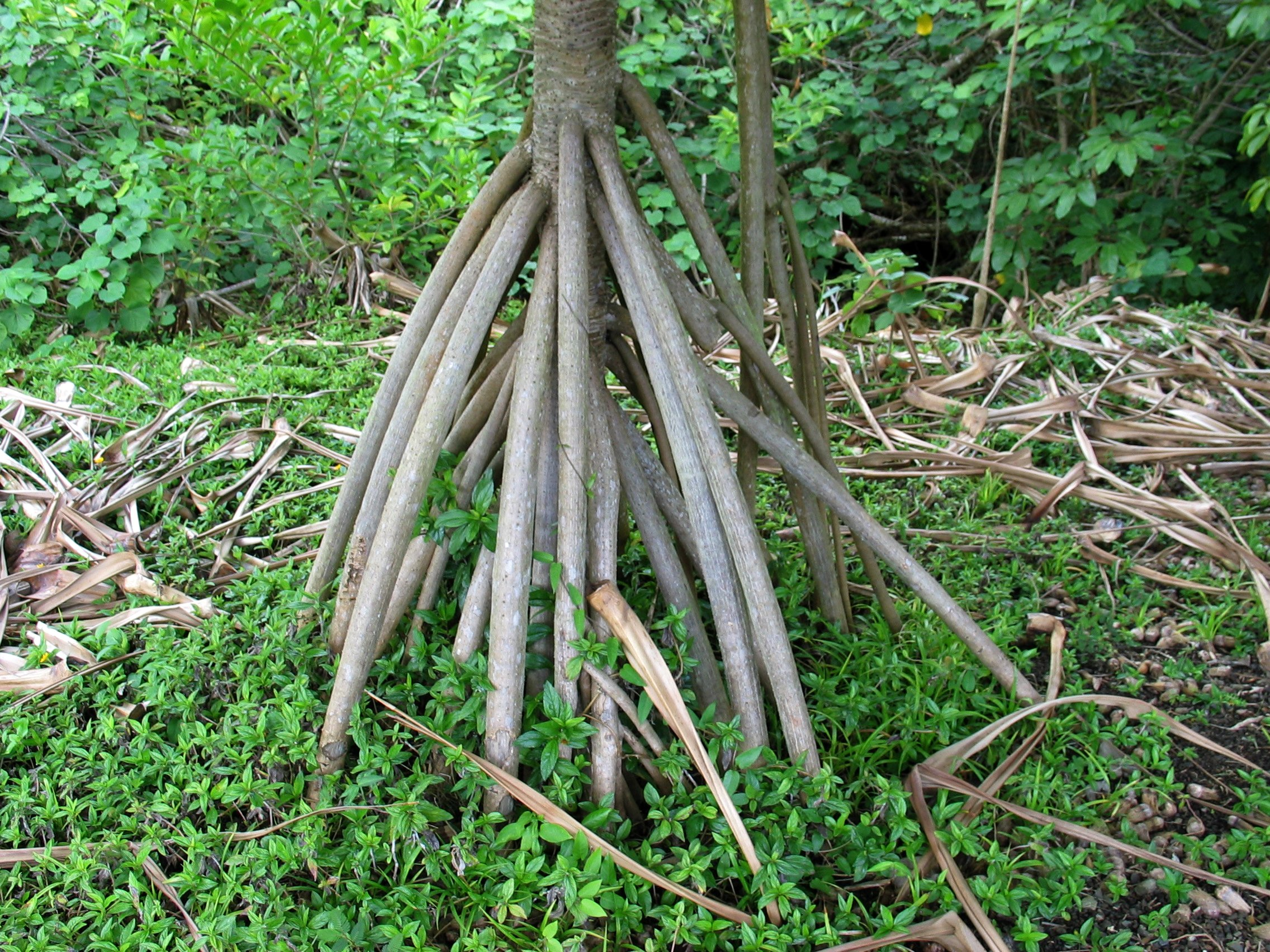
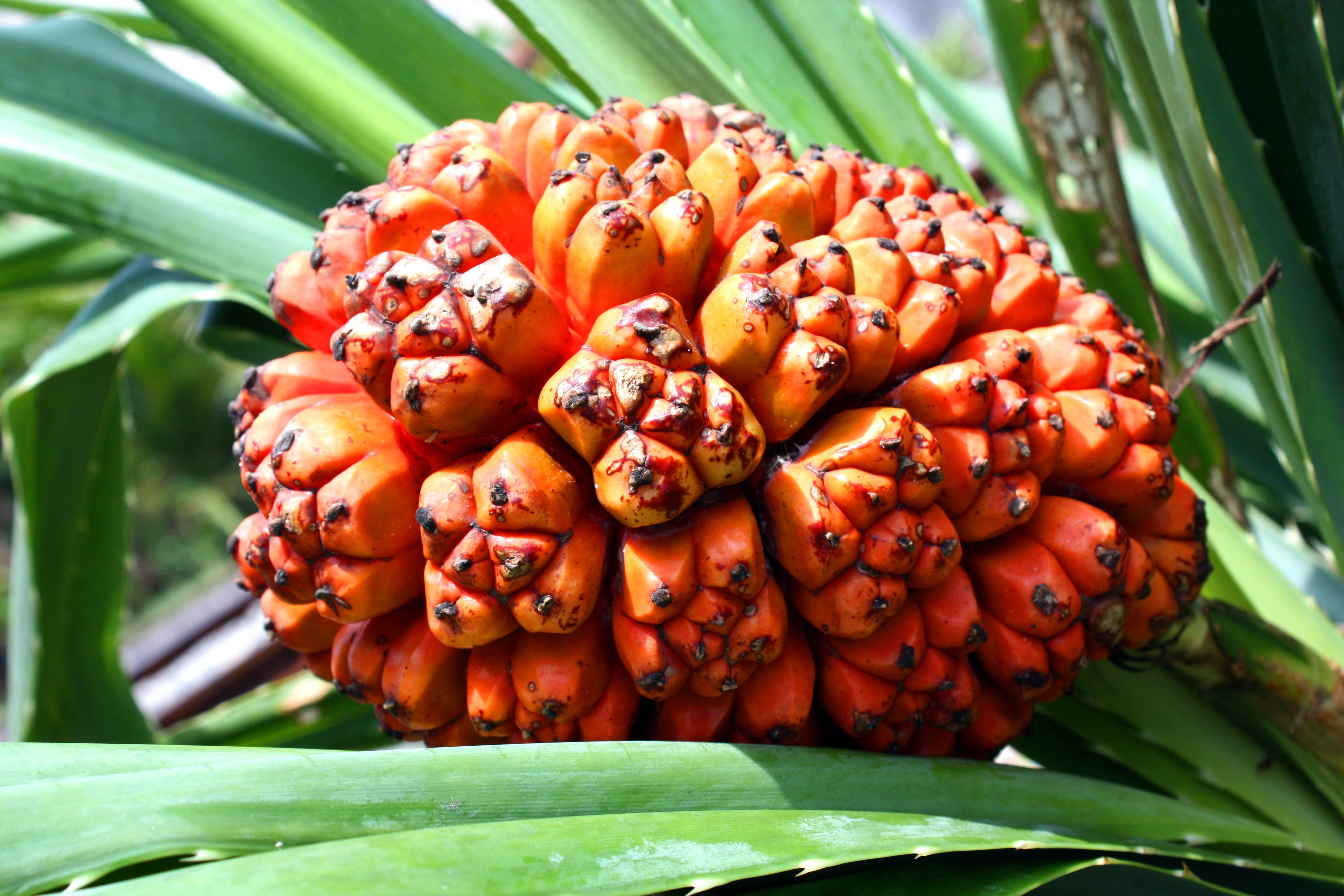